# Bzovská Lehôtka, Zvolen
Bzovská Lehôtka este o comună slovacă, aflată în districtul Zvolen din regiunea Banská Bystrica. Localitatea se află la altitudinea de 422 m deasupra n.m., se întinde pe o suprafață de 6,09 km2 și în 2017 număra 134 de locuitori.

## Istoric
Localitatea Bzovská Lehôtka este atestată documentar din 1524.

## Demografie
| An:                | 1994 | 2004    | 2014    | 2024   |
| ------------------ | ---- | ------- | ------- | ------ |
| Număr de persoane: | 128  | 115     | 136     | 139    |
| Diferență:         |      | −10,15% | +18,26% | +2,20% |

| An:                | 2023 | 2024   |
| ------------------ | ---- | ------ |
| Număr de persoane: | 130  | 139    |
| Diferență:         |      | +6,92% |